# Sambou Yatabaré
Sambou Yatabaré (Beauvais, 1989. március 2. –) mali válogatott labdarúgó, a Sochaux játékosa.

## Sikerei, díjai
SM Caen
- Francia másodosztály győztese (1): 2009–10

Olimbiakósz
- Görög bajnok (1): 2013–14